# Falcon Express
Pour plus de détails, voir Fiche technique et Distribution.
Falcon Express est un film d'animation français réalisé par Benoît Daffis et Jean-Christian Tassy, et sorti en  2025.
Le film a été présenté au Festival international du film d'animation d'Annecy 2025.

## Synopsis
Des animaux de compagnie, piégés dans un train lancé à toute allure, vont devoir déjouer les plans de Hans, un blaireau rancunier en quête de vengeance. Alors que le crash semble inévitable, les animaux peuvent compter sur Falcon, un raton-laveur filou et débrouillard, prêt à tout pour les sauver !

## Fiche technique
Sauf indication contraire, les informations mentionnées dans cette section peuvent être confirmées par les bases de données cinématographiques IMDb et Allociné,  présentes dans la section « Liens externes ».
- Titre original : Falcon Express
- Titre anglophone international : Pets on a Train
- Réalisation : Benoît Daffis et Jean-Christian Tassy
- Scénario : David Alaux, Eric Tosti et Jean-François Tosti
- Musique : Le Feste Antonacci
- Production : David Alaux et Jean-François Tosti
- Montage : Hélène Blanchard
- Sociétés de production : TAT Productions, Apollo Films, Kinologics et France 3 Cinéma, avec la participation de Canal+, France Télévisions, Ciné+ OCS et CNC
- Société de distribution : Apollo Films (France)
- Budget : 12,5 millions d'euros[2]
- Pays de production :  France
- Langue originale : français
- Format : couleur - 2,35:1
- Genre : animation, aventures, comédie
- Durée : 80 minutes
- Dates de sortie : 
  - France : 12 juin 2025 (première mondiale au festival international du film d'animation d'Annecy) ; 2 juillet 2025 (sortie nationale)
  - États-Unis : 17 octobre 2025

## Distribution
Sauf indication contraire, les informations mentionnées dans cette section peuvent être confirmées par les bases de données cinématographiques IMDb et Allociné,  présentes dans la section « Liens externes ».
- Damien Ferrette : Falcon
- Hervé Jolly : Rex
- Kaycie Chase : Maguy
- Frantz Confiac : Hans
- Emmanuel Garijo : Randy / Jimi
- Nicolas Marié : Rico
- Stéphane Ronchewski : Victor
- Sébastien Desjours : Croquette / Coco

## Réception
Box-office :
- Montant brut mondial : 1 984 856 $ (US)